# Sarcosagium
Sarcosagium A. Massal. (śluzokrotka) – rodzaj grzybów z rzędu Thelocarpales. Znane są dwa gatunki, w Polsce występuje jeden. Ze względu na współżycie z glonami zaliczany jest do grupy porostów.

## Systematyka i nazewnictwo
Pozycja w klasyfikacji według Index Fungorum: Incertae sedis, Thelocarpales, Incertae sedis, Incertae sedis, Pezizomycotina, Ascomycota, Fungi.
Nazwa polska według W. Fałtynowicza.

## Gatunki
- Sarcosagium biatorellum A. Massal. 1856
- Sarcosagium campestre (Fr.) Poetsch & Schied. 1872 – śluzokrotka polna

Nazwy naukowe na podstawie Index Fungorum. Nazwy polskie według W. Fałtynowicza.